# Pallavolo Piacentina
La Pallavolo Piacentina è stata una società pallavolistica femminile italiana con sede a Piacenza.

## Storia
La Pallavolo Piacentina approda al campionato di Serie B2 nella stagione 2012-13, ottenendo immediatamente la promozione in Serie B1, grazie al primo posto nel proprio girone al termine della regular season. Nella stagione successiva quindi esorisce nella terza divisione nazionale, qualificandosi, grazie al secondo posto in classifica, ai play-off promozione, vincendoli, conquistando la seconda promozione consecutiva.
Nella stagione 2014-15 esordisce in Serie A2: tuttavia al termine del campionato cede il titolo sportivo alla Polisportiva Filottrano Pallavolo, terminando la propria attività.